# Per Frisch
Per Frisch (født 29. november 1951) er en norsk skuespiller. Han er tilknyttet Nationaltheatret. Han har lagt stemme til flere tegnefilm, animerede tv-serier og lydbøger.

## Udvalgte roller
- Malefor i The Legend of Spyro: Dawn of the Dragon (computerspil, 2008)
- Begriffenfeldt i Peer Gynt (Egypten 2006)
- Jan Erik Holm i Fox Grønland (TV 2 2001, 2003)
- Faust i Adjø solidaritet (Film, 1985)
- Oddvar Claesen og Mikael Hermansen i Hotel Cæsar (2000 og 2012)